# Scolosanthus triacanthus
Scolosanthus triacanthus là một loài thực vật có hoa trong họ Thiến thảo. Loài này được (Spreng.) DC. miêu tả khoa học đầu tiên năm 1830.